# Hiraiva Jumie
Hiraiva Jumie (japánul: 平岩 弓枝, Hepburn-átírással: Hiraiwa Yumie) (Tokió, 1932. március 15. – Tokió, 2023. június 9.) japán írónő.

## Munkássága
Apja a jojogi Hacsiman-szentély sintó főpapja volt. Hiraiva tanulmányozta Japán ősi hagyományait, kapcsolatba került a hagyományos japán tánccal, megtanult játszani a samiszen három húros pengetős hangszeren. Ez a zenei világ és szereplői ihlették írásra. Japán irodalmat tanult a Japán Női Egyetemen (Nihon dzsosi daigaku), az ország legnagyobb és legrégibb magánegyetemén. 1954-ben szerezte meg diplomáját.
1959-ben elnyerte a Naoki-díjat a Taganesi című elbeszélésével. Hiraiva kitűnő elbeszélő, rendkívül meggyőzően ábrázolja Japán történelmének különböző eseményeit és szereplőit. (Kamakura-kor, Edo-kor, romantikus szamuráj-történetek). Bár nem vallja magát feministának, számos regényt írt női sorsokról. Forgatókönyv- és drámaíróként is sikereket ért el.

## Válogatott művei
- Cumbo (1957)
- Taganesi (1959), Naoki-díj
- Kimottama kaaszan (1968)
- Onna no kao (1969)
- Hino tomiko (1969)
- Edzsima no koi (1971)
- Sitamacsi no onna (1972)
- Kamakura szangokusi (1972)
- On’jado Kavaszemi (1973)
- Henkocu (1974)
- Jókai (1999)